# Iain Johnstone
Iain Murray Johnstone (né à Melbourne en 1956) est un statisticien d'origine australienne ; il est le professeur en sciences quantitatives sur la chaire Marjorie Mhoon Fair au département de statistique de l'université Stanford et professeur en science des données biomédicales (biomedical data sciences).

## Biographie
Johnstone obtient en 1977 un B. S. et en 1978 un M. Sc. en mathématiques à l'université nationale australienne ; il se spécialise en mathématiques pures et statistique mathématique,. Il  obtient un Ph. D. en statistique à l'université Cornell en 1981 sous la direction de Lawrence David Brown avec une thèse intitulée Admissible Estimation of Poisson Means, Birth-Death Processes and Discrete Dirichlet Problems. Il rejoint ensuite le Département de statistique de l'université Stanford. Il est professeur sur la chaire Marjorie Mhoon Fair en sciences quantitatives au Département de statistique de l'Université de Stanford

## Recherche
Dans les années 1990, il était connu pour les applications des méthodes d'ondelettes à la réduction du bruit dans le traitement du signal et de l'image, et les a formulées en termes de théorie de décision statistique, dans la théorie de l'estimation, l'asymptotique et les domaines d'application tels que les problèmes statistiques inverses et le traitement statistique du signal. Dans les années 2000, il s'est intéressé à la théorie des matrices aléatoires dans les problèmes multidimensionnels de la statistique.
Il travaille en théorie de la décision statistique et sur les méthodes de type ondelette en théorie de l'estimation asymptotique et domaines d'application, la méthodologie de simulation,les tests de signification en volume, l'estimation du taux de risque et les méthodes d'entropie maximale. Il s'intéresse également à la méthodologie de simulation, aux tests de signification en volume, à l'estimation du taux de risque et aux méthodes d'entropie maximale.
En biostatistique, il a collaboré avec des professionnels de la santé dans l'application de méthodes statistiques, en particulier en cardiologie et dans le cancer de la prostate.

## Prix
Il est un Guggenheim Fellow et un Sloan Fellow. Il a reçu la médaille Guy de la Royal Statistical Society, en bronze en 1995 et en argent en 2010, et le prix COPSS en 1995 En 1998, il a été conférencier invité du Congrès international des mathématiciens à Berlin   En 2004, il a donné les Wald Lectures.
En 2006, il a donné une conférence plénière au Congrès international des mathématiciens (ICM) à Madrid (High Dimensional Statistical Inference and Random Matrices). Il a reçu le prix des présidents des sociétés de statistique. Johnstone a également reçu le Presidential Young Investigator Award. Il a été président de l'Institut de statistique mathématique. Il est membre de l'Académie américaine des arts et des sciences, de l'Académie nationale des sciences, de l'American Statistical Association et de l'Institut de statistique mathématique.

## Publications (sélection)
- avec David Morales-Jimenez, Matthew R. McKay et Jeha Yang, « Asymptotics of eigenstructure of sample correlation matrices for high-dimensional spiked models », Stat. Sin., vol. 31, no 2,‎ 2021, p. 571-601 (zbMATH 1469.62267).
- avec Paul Debashis, « PCA in High Dimensions: An Orientation », Proceedings of the IEEE, Institute of Electrical and Electronics Engineers (IEEE), vol. 106, no 8,‎ 2018, p. 1277-1292 (DOI 10.1109/jproc.2018.2846730).
- avec Gérard  Kerkyacharian, Dominique Picard et Marc Raimondo, « Wavelet deconvolution in a periodic setting », Journal of the Royal Statistical Society. Series B. Statistical Methodology, vol. 66, no 3,‎ 2004, p. 547-573 (zbMATH 1046.62039)[9].